# Go Trabi Go
Go Trabi Go (Verweistitel: Go Trabi Go – Die Sachsen kommen) ist eine deutsche Filmkomödie von Peter Timm aus dem Jahr 1991. Die Fortsetzung Go Trabi Go 2 – Das war der wilde Osten kam 1992 in die Kinos.

## Handlung
Im Sommer 1990, dem Jahr der Wiedervereinigung, macht sich der Familienvater und Deutschlehrer Udo Struutz mit seiner Frau Rita und der siebzehnjährigen Tochter Jacqueline auf, um mit seinem himmelblauen Trabant „Schorsch“ auf den Spuren Goethes von Bitterfeld nach Neapel zu reisen. Goethes Italienische Reise dient Udo dabei als Wegbeschreibung, und auf dem Kofferraumdeckel steht der von Goethe berichtete italienische Spruch: Neapel sehen und sterben.
Die Fahrt wird jedoch zu einem turbulenten Abenteuer. Ein Zwischenstopp erfolgt bei den Westverwandten in Regensburg. Nach zahlreichen Autopannen, Übernachtungen an zwielichtigen Plätzen und einer Mitfahrt auf dem Laster eines Fernfahrers (der 118 Trabi-Witze erzählt) über den Brenner kommen sie Italien näher. Am Gardasee werden ihnen die Räder gestohlen.
In Rom wird Udo der geliehene Fotoapparat („Opas neuer Japaner“) gestohlen, woraufhin Rita und Jacqueline die Verfolgung des Diebes aufnehmen. Mit Erfolg nehmen sie dem Dieb nicht nur die Kamera, sondern dessen weitere Geldbeute ab. Da sie sich bei der Polizei nicht verständlich machen können und von den Polizeibeamten vor die Tür gesetzt werden und Udo nicht mehr aufzufinden ist, quartieren sich beide mit dem gestohlenen Geld in einem luxuriösen Hotel ein (gedreht im Hotel Hassler oberhalb der Spanischen Treppe). Währenddessen irrt Udo mit dem Trabi in der Stadt umher, z. B. am Colosseum vorbei, und schläft schließlich hinter dem Steuer auf einem Parkplatz ein. Junge Italienerinnen wecken ihn schließlich auf, um mit ihm zu feiern. Im überladenen Trabi fahren sie versehentlich eine Treppe hinunter, wobei die Duroplast-Beplankungsteile abfallen. Auf einem italienischen Schrottplatz wird der Trabi kurzerhand mit Blech- und Karosserieteilen westlicher Autotypen komplettiert. Am nächsten Morgen um 11 Uhr treffen sich Udo, Rita und Jacqueline an der Spanischen Treppe, wo Udo noch am Vortag beiläufig erwähnt hatte, dass man am nächsten Morgen dort „bei Espresso und Hörnchen“ sitzen werde.
Die Familie fährt zusammen weiter nach Neapel. Als sie von sich und dem nunmehr bunten Schorsch mit dem Vesuv im Hintergrund ein Foto machen wollen, rollt der Trabi eine Klippe hinab und verliert sein Dach. Familie Struutz begibt sich schließlich mit Schorsch als Cabrio auf die Rückreise. Vater Struutz erfährt, dass seine Frau wieder schwanger ist.

## Hintergrund

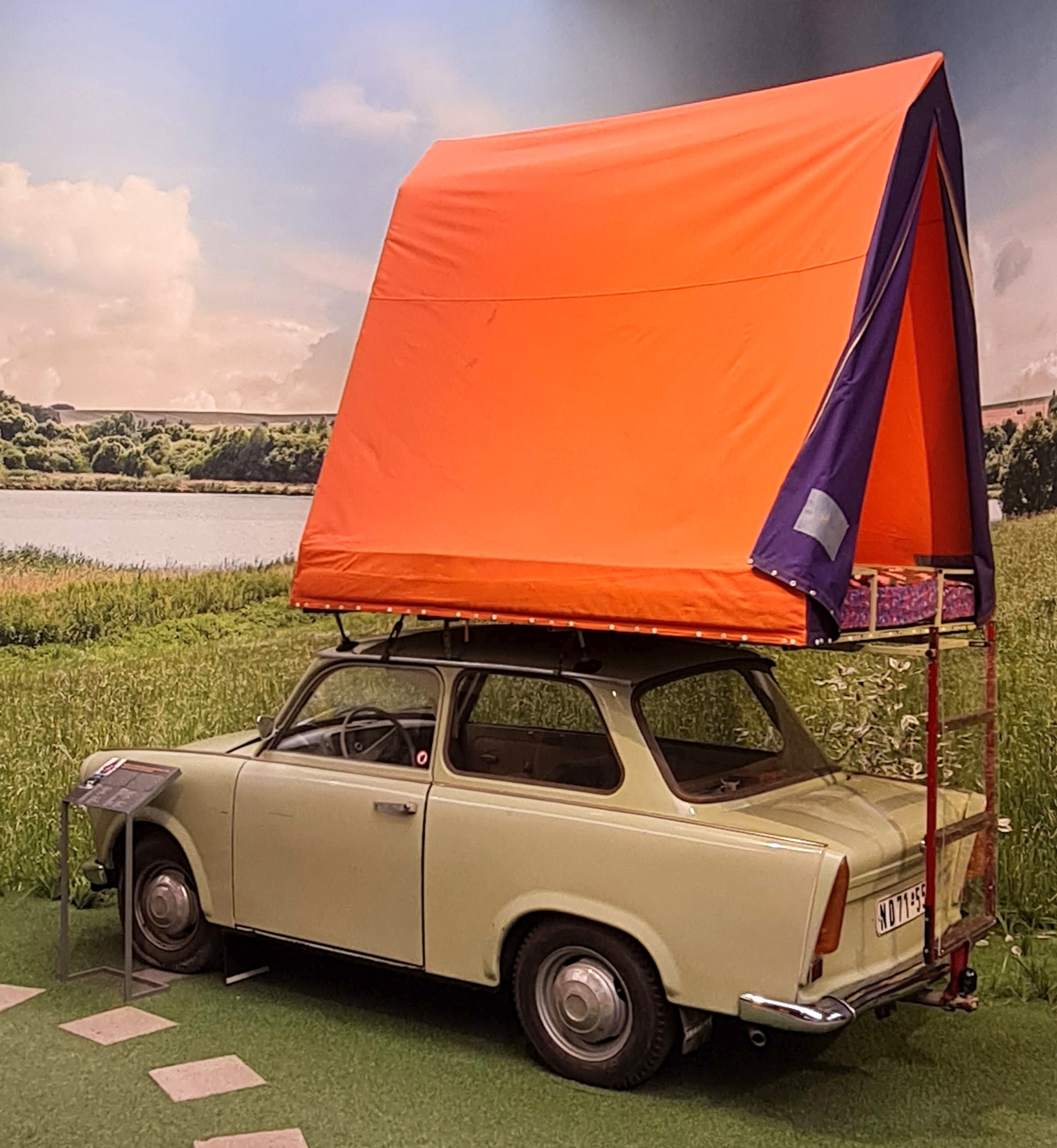
Trabant 601 mit Dachzelt

Der bis dahin außerhalb der DDR unbekannte Dresdner Kabarettist Wolfgang Stumph wurde von Regisseur Peter Timm während eines Gastspiels in München entdeckt. Die Dreharbeiten begannen am 14. August 1990 und fanden bis Oktober 1990 in den Bavaria Filmstudios sowie an Originalschauplätzen in Bitterfeld, München, im Golf von Salerno, am Gardasee und in Rom statt.
Am Gardasee entstanden die meisten Filmszenen in der Ortschaft San Felice del Benaco auf dem Campingplatz „Fornella Camping“ und dem darunter liegenden Strand.
In Rom wurden viele Szenen rund um die Piazza del Popolo gedreht; am Pinciohügel oberhalb der Piazza del Popolo entstand beispielsweise die Hotelbalkonszene. Udos Monolog im Morgengrauen wurde am Piazzale Giuseppe Garibaldi auf dem Gianicolo gedreht. Sein vorangegangener Schlafplatz befindet sich in der Realität nicht in Rom, sondern an der Piazzetta Santa Maria Calchera in Brescia.
Claudia Schmutzler, die im Film die siebzehnjährige Tochter spielt, wurde während der Dreharbeiten bereits 24 Jahre alt. Der Altersunterschied zu ihrer Filmmutter Marie Gruber betrug nur elf Jahre.
Für den Film wurden bis zu 13 Trabantfahrzeuge eingesetzt. Der Monteur Hans-Jürgen Kuhn kaufte die Fahrzeuge auf und präparierte sie für die Erfordernisse des Films. Für einige Stuntszenen wurde statt des Trabant 601 das erst 1990 auf den Markt gekommene Viertaktmodell Trabant 1.1 verwendet; dieses Fahrzeug befindet sich heute in Kuhns Privatbesitz. Ein weiterer Trabant, der im Film zum Einsatz gekommen sein soll, steht heute im Automuseum Nordsee in Norddeich. Der MDR führte auf seiner Website zwölf unterschiedlich präparierte Trabantfahrzeuge mit ihrer jeweiligen Verwendung auf:
| Bezeichnung           | Beschreibung                                                                               | Verwendung im Film                                                                                          |
| --------------------- | ------------------------------------------------------------------------------------------ | --- |
| „Bitterfeld-Trabi“    | Original-Trabant                                                                           | Dreharbeiten in der DDR                                                                                     |
| „München-Trabi“       | Original-Trabant mit roter Stoßstange                                                      | Dreharbeiten in München                                                                                     |
| „Schrottplatz-Trabi“  | Trabant mit Eisenverstärkungen                                                             | Schrottplatzszene in München (an der Krankralle)                                                            |
| „Stunt-Trabi 1“       | Trabant mit verstärkter Radaufhängung, gesperrtem Differential und zugeschweißtem Getriebe | Serpentinenfahrt auf zwei Rädern (ausgeführt durch den französischen James-Bond-Stuntman Gilbert Bataille)  |
| „Stunt-Trabi 2“       | Trabant mit zusätzlich eingeschweißtem Rohrrahmen                                          | Sprung durch die Plakatwand in Rom                                                                          |
| „Stunt-Trabi 3“       | Trabant mit zusätzlich eingeschweißtem Rohrrahmen                                          | Ersatzfahrzeug für „Stunt-Trabi 2“ für den Fall einer notwendigen Wiederholung der Aufnahme                 |
| „Stunt-Trabi 4“       | Trabant mit eingebauter Mechanik zur Ablösung der Motorhaube und Kotflügel                 | Szene nach dem Sprung durch die Plakatwand, in der der Trabant mehrere Treppen hinunterrast                 |
| „Kanarienvogel-Trabi“ | Trabant mit gelber R4-Haube, dunkelblauen Kadett-Kotflügeln und Ferrari-Abzeichen          | Schrottplatzszene in Rom                                                                                    |
| „Rückwärts-Trabi“     | Trabant mit zwei lenkbaren Hinterachsen                                                    | Rückwärtsfahrt durch eine Serpentinenstraße (gesteuert durch den Stuntman Francois Doge vom Kofferraum aus) |
| „Trabi-Cabrio“        | Trabant mit gelber Haube ohne Dach                                                         | Schlussszene in Neapel                                                                                      |
| „Wiggerl-Trabi“       | Trabant mit speziellen Kameraaufhängungen und herausnehmbaren Fenstern und Türen           | Aufnahmen im Fahrzeuginneren                                                                                |
| „Tieflader-Trabi“     | Trabant ohne Räder und Auspuff; montiert auf einem Tieflader                               | Fahrtaufnahmen                                                                                              |

Go Trabi Go kam am 17. Januar 1991 als einer der ersten Filme über die Wendezeit in die deutschen Kinos und wurde in den neuen und in den alten Bundesländern ein Publikumserfolg. Mit 1.464.389 Zuschauern wurde er der zweiterfolgreichste deutsche Kinospielfilm des Jahres 1991. Kabarettist Wolfgang Stumph wurde durch den Film über Nacht deutschlandweit bekannt. Am 23. Juli 1994 wurde die Filmkomödie von der ARD erstmals im deutschen Fernsehen gezeigt.
Zum 25-jährigen Jubiläum der Dreharbeiten produzierte der MDR die Dokumentation Go Trabi Go Forever, die am 28. September 2015 erstmals ausgestrahlt wurde. An Originalschauplätzen des Films trifft Wolfgang Stumph seine Schauspielkollegen Claudia Schmutzler, Ottfried Fischer, Billie Zöckler und Konstantin Wecker sowie den Regisseur Peter Timm und den Produzenten Reinhard Klooss. Zudem besuchte er am 16. Mai 2015 seinen alten Kollegen André Eisermann während Festspielproben in Bad Hersfeld.

## Kritiken
Das Lexikon des internationalen Films kam zu dem Urteil: „Komödie, die sich allzu bald in einem uneinheitlichen Potpourri aus kabarettistischen Sketchen und stereotypen Handlungsfäden verliert.“
Bert Rebhandl von der FAZ wertete: Diese Komödie „erinnert an eine Zeit, in der Goethe, das Sächseln und der Trabant als Dreiklang zur Identifikation luden.“
Kino.de nannte den Film eine „Zeitweise köstliche deutsch/deutsche Komödie, die sich der zahlreichen ost-westlichen Probleme im Zwischenmenschlichen (und Pekuniären) augenzwinkernd und ohne Bitternis nähert.“
prisma.de fasste zusammen: „Dieser witzige Ost-West-Spaß von Peter Timm entstand kurz nach der Wende und wurde ein passabler Publikumserfolg in den Kinos. Die Rolle des Bitterfelder Trabantreisenden Udo Struutz, der von einem Schlamassel in den nächsten gerät, machte den ostdeutschen Kabarettisten und Schauspieler Wolfgang Stumph über Nacht auch im Westen bekannt und ebnete ihm den Weg zu einem der beliebtesten deutschen Charakterdarsteller.“
„Kann ein Roadmovie deutscher sein?“ hieß es bei Cinema
Stets „tapfer tuckert denn auch diese arg sanfte Komödie dahin.“ urteilte Der Spiegel
Stephen Kinzer von der The New York Times meinte: „Die drei Hauptdarsteller liefern muntere Vorstellungen, doch der eigentliche Star ist der Trabant.“

## Soundtrack
Im Film wurden mehrere Pop-Songs prominent platziert:
- John Parr – Westward Ho
- The Real Milli Vanilli – Keep On Running
- Taco – Lady Of My Heart
- Gianna Nannini – Due Ragazze In Me
- Eena – Gates Of Eden
- Francesco Napoli – Questa Notte

## Auszeichnungen
1991 war Go Trabi Go für den Deutschen Filmpreis in der Kategorie Bester Spielfilm nominiert.

## Theater
Am 14. September 2018 hatte nach dem Film eine Theateradaption Premiere an der Comödie Dresden.